# Función especial

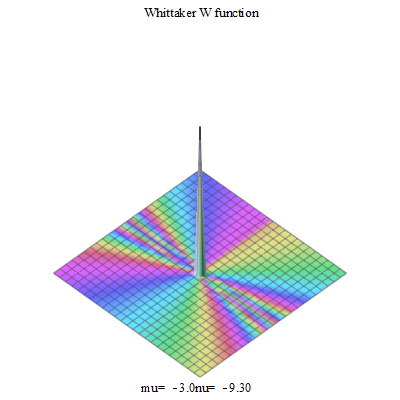
Función W de Whittaker

Una función especial es una función matemática particular, que por su importancia en el campo del análisis matemático, análisis funcional, la física y otras aplicaciones, posee nombres y designaciones más o menos establecidos.
No existe una definición general de las mismas, pero la lista de funciones matemáticas contiene funciones que son generalmente aceptadas como especiales. En particular, las funciones elementales son también consideradas funciones especiales.

## Tablas de funciones especiales
Muchas funciones especiales se originan como soluciones a ecuaciones diferenciales
o integrales de funciones elementales. Por lo tanto, las tablas de integrales 

por lo general incluyen la descripción de algunas funciones especiales, y las tablas de funciones especiales
 incluyen las integrales más importantes; por lo menos, la representación integral de las funciones especiales.
Lenguajes informáticos de cálculo analítico tales como Mathematica por lo general reconocen a la mayoría de las funciones especiales. Sin embargo, no todos los sistemas de cálculo poseen algoritmos eficientes de evaluación, especialmente en el plano complejo. 

### Nomenclatura utilizada en las funciones especiales
En la mayoría de los casos, se utiliza la siguiente notación estándar para indicar una función especial: el nombre de la función (escrita en letra Roman), subíndices, si es que tiene, se abre paréntesis, y luego sus variables independientes, separados por comas. Esta notación permite traducir las expresiones a lenguajes algorítmicos sin ambigüedades. Algunas funciones con nomenclaturas reconocidas internacionalmente son: sin, cos, exp, erf, erfc, ln.
A veces, una función especial puede tener varios nombres.
El logaritmo natural puede ser llamado Log, log o ln, según cual sea el contexto. 
La tangente puede ser llamada Tan, tan o tg (especialmente en la literatura rusa); arctangent puede ser llamado atan, arctg, ang tan,{\displaystyle \tan ^{-1}}. La función de Bessel puede ser llamada 
{\displaystyle ~{\rm {J}}_{n}(x)~}; y por lo general, 
{\displaystyle ~J_{n}(x)~},
{\displaystyle ~{\rm {besselj}}(n,x)~}, 
{\displaystyle ~{\rm {BesselJ}}[n,x]~} hace referencia a la misma función. 
A menudo los subíndices se utilizan para indicar argumentos, que se supone es un número entero.
En algunos casos, el punto y coma (;) o aún la barra invertida (\) son usados como separadores. Esto hace más compleja la traducción a lenguajes algorítmicos y puede prestarse a confusiones.
Un superíndice puede no solo indicar un exponencial, sino una modificación de la función. Por ejemplo, 
{\displaystyle ~\cos ^{3}(x)~},
{\displaystyle ~\cos ^{2}(x)~},
{\displaystyle ~\cos ^{-1}(x)~}
puede hacer referencia a 
{\displaystyle ~\cos(x)^{3}~},
{\displaystyle ~\cos(x)^{2}~},
{\displaystyle ~\cos(x)^{-1}~} (o {\displaystyle ~\arccos(x)~}),
respectivamente; pero 
{\displaystyle ~\cos ^{2}(x)~} casi nunca significa {\displaystyle ~\cos(\cos(x))~}.
El logaritmo natural se lo puede escribir como Log(x), log(x) o ln(x), según el contexto.